# Minster Lovell
Minster Lovell est un village et une paroisse civile de l'Oxfordshire, en Angleterre. Il est situé dans la vallée de la Windrush, à 4 km à l'ouest de la ville de Witney. Administrativement, il relève du district du West Oxfordshire. Au recensement de 2011, il comptait 1 409 habitants.